# Юсуповская мечеть
Кокко́з Джа́ми (крымскотат. Kökköz Cami, Коккозь Джами), также известна как Юсуповская мечеть, находится в селе Соколиное (Коккоз) в Крыму. Название получила по селу, в котором расположена: до последовавшей за депортацией крымских татар волны переименований село Соколиное называлось Коккоз. Это название дословно переводится с крымскотатарского как «синеглазый» или «голубоглазый» (кок — синий, голубой; козь — глаз).

## История
Мечеть была построена архитектором Николаем Красновым по инициативе князя Феликса Юсупова в 1910 году. Расположена в непосредственной близости от охотничьего домика Юсупова. В начале XX века строительство мечетей в Крыму было распространённым занятием у местной христианской аристократии, например, князь Михаил Воронцов построил мечеть в Алупке.
Длина мечети составляет 15 м, ширина — 12 м. Прямоугольный корпус мечети Юсупова в Соколином имеет тип базилика. Стены украшены надписями на арабском языке и стрельчатыми окнами. Крыша из глиняных плиток, минарет стоит рядом с главным зданием.